# Очоторена, Хосе Мануэль
Хосе Мануэль Очоторена Сантакрус (исп. José Manuel Ochotorena Santacruz; род. 16 января 1961, Эрнани, Страна Басков) — испанский футболист, игравший на позиции вратаря.

## Клубная карьера
Воспитанник футбольной школы клуба «Реал Мадрид». Профессиональную карьеру начал в резервной команде мадридского клуба. Позднее стал игроком основной команды «сливочных», в которой провёл четыре сезона, приняв участие в 29 матчах чемпионата. За это время трижды завоевывал титул чемпиона Испании и дважды становился обладателем Кубка УЕФА.
Своей игрой за эту команду привлёк внимание представителей тренерского штаба клуба «Валенсия», в состав которого присоединился в 1988 году. Сыграл за валенсийский клуб следующие четыре сезона. Большую часть времени, проведённого в составе «Валенсии», был основным голкипером команды.
Впоследствии с 1992 по 1995 год играл в составе команд клубов «Тенерифе» и «Логроньес».
Завершил профессиональную игровую карьеру в клубе «Расинг», за команду которого выступал на протяжении 1995—1996 годов.

## Международная карьера
Единственный матч за национальную сборную Испании была товарищеской игрой против сборной Польши. Был включён в состав сборной на чемпионат мира 1990 года во Италии.

## Достижения

### Клубные
«Реал Мадрид»
- Чемпион Испании: 1985/86, 1986/87, 1987/88
- Обладатель Кубка УЕФА: 1984/85, 1985/86

### Индивидуальные
- Обладатель Трофея Саморы: 1988/89